# Max Steel: En peligro de extinción
Max Steel: En peligro de extinción (Max Steel: Endangered Species) es una película de 2004 directo-a-DVD basada en la serie de televisión y la línea de figuras de acción. Es la única película de Max Steel que comparte la continuidad con la serie de televisión.

## Trama
Max Steel es en realidad Josh Mc Grath, un chico aficionado a los Deportes Extremos y Agente Especial de la corporación N-Tek. Al Convertirse en Max Steel cuenta con el Modo Turbo que le brinda mayor velocidad y fuerza. Dentro de la más avanzada tecnología de animación, música y efectos, nuestro héroe participa en el Reto Extremo de la Américas, una justa deportiva que reúne a los principales deportistas extremos del continente y los pone a prueba en escenarios naturales de Argentina y Brasil. Durante el desarrollo de la trama, Max Steel toma el control y la responsabilidad de sus poderes y asume una clara posición de liderazgo al tener que ayudar a sus amigos, quienes sufren el ataque de unos escorpiones. Bioconstrictor y Psycho, sus dos peores enemigos, han sumado esfuerzos para derrotarlo en una aventura que los lleva a Perú y Ecuador, a las ruinas de la civilización Inca. Por su parte, Max se aliará con un jaguar inteligente quien se convertirá en su mejor amigo y combatirá con él a los terribles villanos. ¿Podrá lograrlo?

## Elenco
- Christian Campbell como Max Steel.
- Brian Drummond como Psycho/Psycho-bots.
- Scott McNeil como Bio-Constrictor (Bio-Con) y como Jefferson Smith.
- Alessandro Juliani como Berto Martínez.
- Meghan Black como Kat Ryan.
- Nigel Mickelson como Elementor. (en su desarrollo)

## Recepción
Actualmente tiene un puntaje de 6,7 en IMDb.